# Diego Romero (futbolista)
Diego Hernán Romero (Río Grande, Tierra del Fuego, 13 de junio de 1988) es un futbolista argentino. Juega de delantero y actualmente milita en Deportivo Mandiyú del Torneo Federal A.

## Trayectoria
Comenzó su carrera en la Comisión de Actividades Infantiles. En Comodoro Rivadavia jugó desde el año 2007 hasta el 2011.
En el campeonato 2007/08 de la B Nacional participó en 8 de los 38 partidos. No convirtió goles. Fue expulsado una vez en todo el torneo.
En el torneo 2008/09 del Nacional B estuvo en 26 de los 38 cotejos. Anotó 4 goles, le metió un doblete a Instituto de Córdoba, un gol Quilmes y otro a San Martín de San Juan. 
En la temporada 2009/10 de la “B” Nacional participó en 34 de los 38 encuentros. Convirtió 4 goles, marcó en la victoria 3 a 1 como visitante de Belgrano, en el triunfo 2 a 0 recibiendo a Ferro, en la victoria 4 a 0 como local del Deportivo Merlo que dirigía Luis Felipe de la Riva y en el triunfo 2 a 0 siendo visitante de Aldosivi.
En el campeonato 2010/11 del Nacional “B” estuvo en 34 de los 38 partidos. Anotó 3 tantos, estuvo presente en la red en la derrota 5 a 1 como visitante de Atlético Rafaela, en la caída 2 a 1 siendo local de Patronato y en el empate 2 a 2 como visitante de San Martín de San Juan.
En la Primera B Nacional 2011/12 vistió la camiseta de Patronato de Paraná. Participó en 22 de los 38 cotejos de la “B” Nacional. Convirtió 2 goles: marcó en la victoria 2 a 1 siendo local de Gimnasia de Jujuy y en el empate en tres como local de Boca Unidos.
En la Primera B Nacional 2012/13 integró el plantel del Club Olimpo de Bahía Blanca. Estuvo presente en 10 de los 38 encuentros. No hizo ningún gol. 
En el segundo semestre del año 2013 estuvo en el Club Deportes Concepción de Chile. Jugó 11 de los 19 partidos del campeonato. No convirtió ningún gol.
En 2015 es fichado por el Club Atlético Platense, que actualmente milita en la Primera B Metropolitana.
En 2018 llega a Mandiyú de Corrientes para disputar la fase reválida del Torneo Federal A.

## Clubes
| Club                           | País      | Año       |
| ------------------------------ | --------- | --------- |
| C.A.I.                         | Argentina | 2007-2011 |
| Patronato de Paraná            | Argentina | 2011-2012 |
| Olimpo de Bahía Blanca         | Argentina | 2012-2013 |
| Deportes Concepción            | Chile     | 2013      |
| Los Andes                      | Argentina | 2014      |
| Platense                       | Argentina | 2015      |
| Liga de Portoviejo             | Ecuador   | 2015-2016 |
| Club Social y Deportivo Macará | Ecuador   | 2016-2017 |
| Liga de Portoviejo             | Ecuador   | 2017      |
| Club Deportivo Mandiyú         | Argentina | 2018      |